# 曼尼·賈辛托
曼紐·路易斯·賈辛托（/dʒəˈsɪntoʊ/，1987年8月19日—），是菲律賓裔加拿大演員。在電視上飾演幾個小角色後，他因在美国全国广播公司情景喜剧《良善之地》（2016年至2020年）飾演傑森·門多薩（Jason Mendoza）而開始受人注目。近年較知名的角色有2018年黑色电影驚悚片《壞事大飯店》，他在片中飾演華林·“韋德”·埃斯皮里圖（Waring 'Wade' Espiritu）；2021年的動作劇情片《捍衛戰士：獨行俠》中飾演費立茲（Fritz）；2024年在科幻系列《星際大戰》網路影集《侍者》中飾演Qimir。

## 早年生活
賈辛托生於菲律宾马尼拉，具菲律賓裔血統。賈辛托一家在1990年移民加拿大，其時賈辛托約3歲。他在卑詩省列治文長大。賈辛托在成長時打棒球和籃球，並在天主教高中男校溫哥華書院就讀。
賈辛托在不列顛哥倫比亞大學取得土木工程學位。

## 事業
在實習期間，賈辛托參加嘻哈舞蹈比賽，並在後來改以演員為職業。他因溫哥華缺乏其他亞洲演員而感到沮喪，並搬到洛杉矶。
在《童话镇》、《邪恶力量》與《i-喪屍》等電視劇中出演一些小角色後，賈辛托於2015年出演由基斯·哈德克執導的加拿大間諜劇《羅密歐部》中的三合會頭目永利（Wing Lei），並因而得到利奧獎戲劇最佳男配角獎項的提名。
2016年，賈辛托在美國全國廣播公司處境喜劇《良善之地》中飾演李江宇（Jianyu Li）／傑森·門多薩（Jason Mendoza）。傑森·門多薩（Jason Mendoza）來自佛罗里达州杰克逊维尔，而其熱愛電子舞曲的“可愛傻瓜”形象廣受好評，並打破了荷里活對亞洲男人所塑造的刻板形象。
2018年9月，賈辛托獲選中在由湯姆·克魯斯主演的《捍衛戰士》系列電影《壯志凌雲：獨行俠》中飾演費立茲（Fritz）。

## 個人生活
2019年11月，賈辛托與越南裔加拿大女演員戴安·尹訂婚。賈辛托現居於美國加州洛杉磯。

## 外部連結
- 曼尼·賈辛托在互联网电影资料库（IMDb）上的資料（英文）
- 曼尼·賈辛托的X（前Twitter）
- 曼尼·賈辛托的Instagram帳戶